# Ото III (Брауншвайг-Харбург)
Вижте пояснителната страница за други личности с името Ото III.
Ото III фон Брауншвайг-Люнебург-Харбург (на немски: Otto III von von Braunschweig-Lüneburg-Harburg; * 20 март 1572, Харбург; † 25 февруари 1641, Харбург) от род Велфи (Среден Дом Брауншвайг-Люнебург), е от 1606 до 1641 г. херцог на Брауншвайг-Люнебург-Харбург (в Хамбург).

## Живот
Той е син (шестото дете) на херцог Ото II Млади фон Брауншвайг-Харбург (1528 – 1603) и втората му съпруга графиня Хедвиг от Източна Фризия (1535 – 1616), дъщеря на граф Ено II от Източна Фризия и графиня Анна фон Олденбург.
След смъртта на брат му Христоф той поема от 1606 г. заедно с брат си Вилхелм Август управлението на Харбург.
Ото III се жени на 14 април 1621 г. във Волфенбютел за принцеса Хедвиг фон Брауншвайг-Волфенбютел (* 15 октомври 1580; † 11 март 1657), дъщеря на херцог Юлий фон Брауншвайг-Волфенбютел и Хедвиг фон Бранденбург, дъщеря на курфюрст Йоахим II фон Бранденбург от род Хоенцолерн. Те нямат деца.
Той умира на 25 февруари 1641 г. на 68 години.